# Willi Domgraf-Fassbaender
Willi Domgraf-Fassbaender (Aquisgrana, 19 febbraio 1897 – Norimberga, 13 febbraio 1978) è stato un baritono tedesco.

## Biografia
Studiò dapprima a Berlino con Jacques Stuckgold e Paul Bruns e successivamente a Milano con il tenore Giuseppe Borgatti, debuttando nel 1922 nella città natale come Conte ne Le nozze di Figaro.
Fu presente nei primi anni di carriera alla Deutsche Oper di Berlino e in seguito a Düsseldorf e Stoccarda, per approdare infine nel 1930 alla Berlin Staatsoper, che fu la sede principale della sua attività fino al 1948.
Apparve inoltre, dal 34 al 37, al Glyndebourne Festival Opera e a Salisburgo (dove cantò sotto la direzione di Arturo Toscanini), interpretando ruoli mozartiani (Papageno, Figaro, Guglielmo, Don Giovanni). Dopo la Seconda guerra mondiale si esibì a Vienna, Monaco e Hannover, dove fu anche direttore artistico dal 53 al 62. Al di fuori dell'area tedesca apparve a Milano, Barcellona, Parigi.
Il repertorio, oltre a Mozart, comprese ruoli del repertorio italiano (Rigoletto, Il conte di luna, Renato, Scarpia) e wagneriano (Wolfram, Amfortas).   
Nel 1954 assunse l'incarico di docente al conservatorio di Norimberga, dove ebbe come allieve la figlia Brigitte Fassbaender e Rita Streich. Partecipò anche ad alcuni film di carattere musicale, tra cui Le nozze di Figaro del 1949. Sposò l'attrice Sabine Peters.

## Discografia
- Le nozze di Figaro (Figaro), con Audrey Mildmay, Aulikki Rautawaara, Luise Helletsgruber, Roy Henderson, Italo Tajo, dir. Fritz Busch - HMV 1934/35
- Così fan tutte (Guglielmo), con Ina Souez, Luise Helletsgruber, John Brownlee,  Irene Eisinger, Heddle Nash, dir. Fritz Busch - HMV 1935
- Il flauto magico, con Júlia Osváth, Jarmila Novotná, Helge Rosvaenge, Alexander Kipnis, dir. Arturo Toscanini - dal vivo Salisburgo 1937
- Rigoletto (in ted.), con Maria Cebotari, Helge Rosvaenge, dir. Arthur Rother - Preiser 1942